# Miletus pandu
Miletus pandu är en fjärilsart som beskrevs av Thomas Horsfield 1828. Miletus pandu ingår i släktet Miletus och familjen juvelvingar. Inga underarter finns listade i Catalogue of Life.